# Agrostidinae
Agrostidinae Fr., 1835 è una sottotribù di piante angiosperme monocotiledoni appartenente alla famiglia delle Poacee (o Gramineae, nom. cons.).

## Etimologia
Il nome della sottotribù deriva dal suo genere tipo Agrostis L., 1753 la cui etimologia è sconosciuta: si tratta di una pianta da foraggio greca non identificata in epoca classica.  Uno dei primi riferimenti a questa pianta si trova in Teofrasto (371 a.C. – Atene, 287 a.C.), che è stato un filosofo e botanico greco antico, discepolo di Aristotele, autore di due ampi trattati botanici.
Il nome scientifico della sottotribù è stato definito per la prima volta dal micologo e botanico svedese Elias Magnus Fries (Femsjö, 15 agosto 1794 – Uppsala, 8 febbraio 1878) nella pubblicazione "Corpus Florarum Provincialium Sueciae. I. Floram Scanicam" (Fl. Scan.: 196. 1835) del 1835.

## Descrizione

### Portamento
Il portamento delle specie di questo gruppo in genere è cespuglioso (o rizomatoso o stolonifero) con forme biologiche tipo emicriptofita cespitosa (H caesp) e cicli biologici perenni (annuali specialmente in Gastridium e alcune altre specie). I culmi sono cavi a sezione più o meno rotonda (in Limnodea gli internodi sono solidi). In queste piante non sono presenti i micropeli.

### Foglie

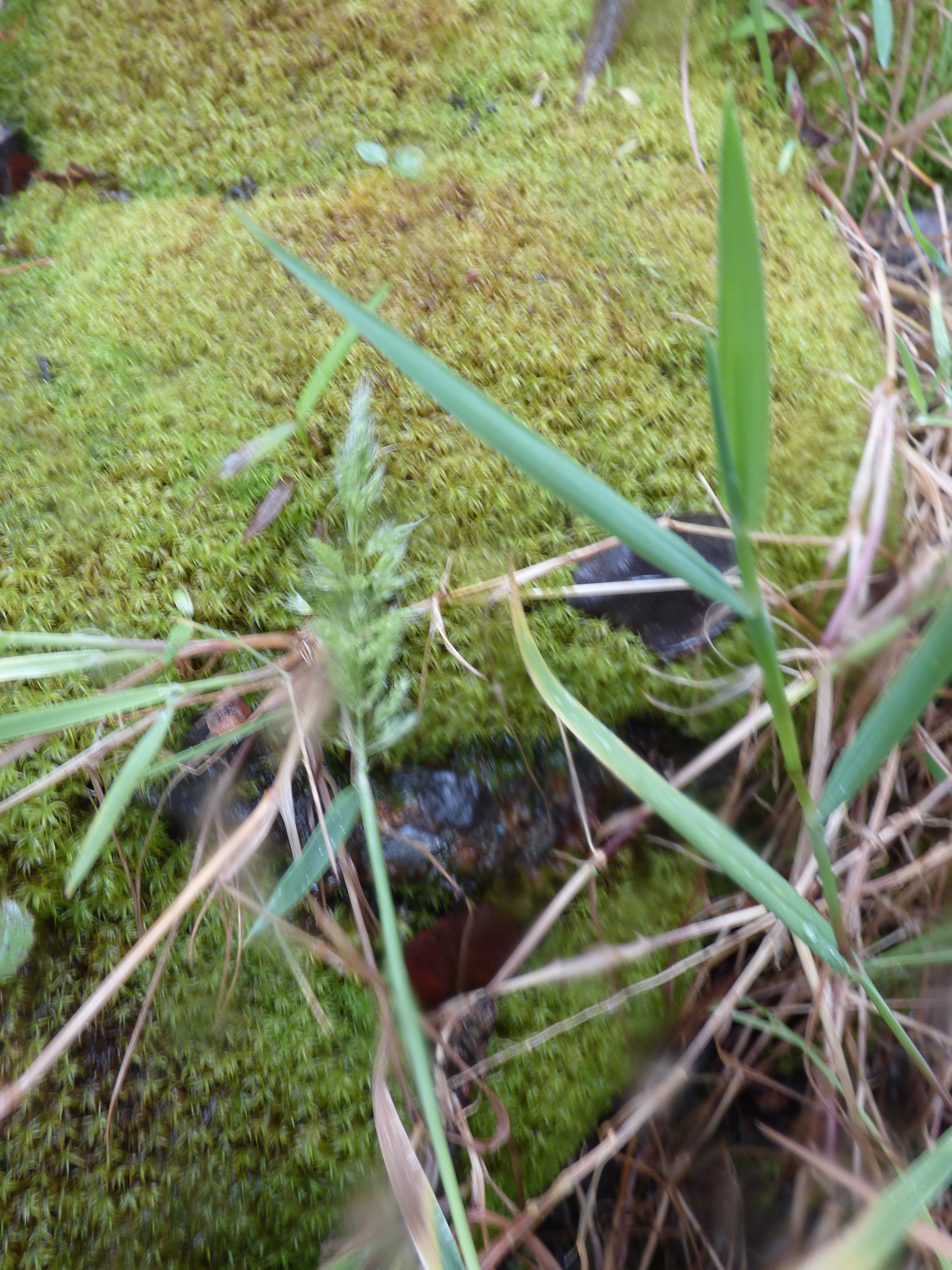
Le foglie
Polypogon interruptus

Le foglie lungo il culmo sono disposte in modo alterno, sono distiche e si originano dai vari nodi. Sono composte da una guaina, una ligula e una lamina. Le venature sono parallelinervie. Non sono presenti i pseudopiccioli e, nell'epidermide delle foglia, le papille.
- Guaina: la guaina è abbracciante il fusto e in genere è priva di auricole.
- Ligula: la ligula è membranosa e a volte cigliata.
- Lamina: la lamina ha delle forme generalmente da lineari a filiformi, piatte (a volte arrotolate) con punte acuminate.

### Infiorescenza

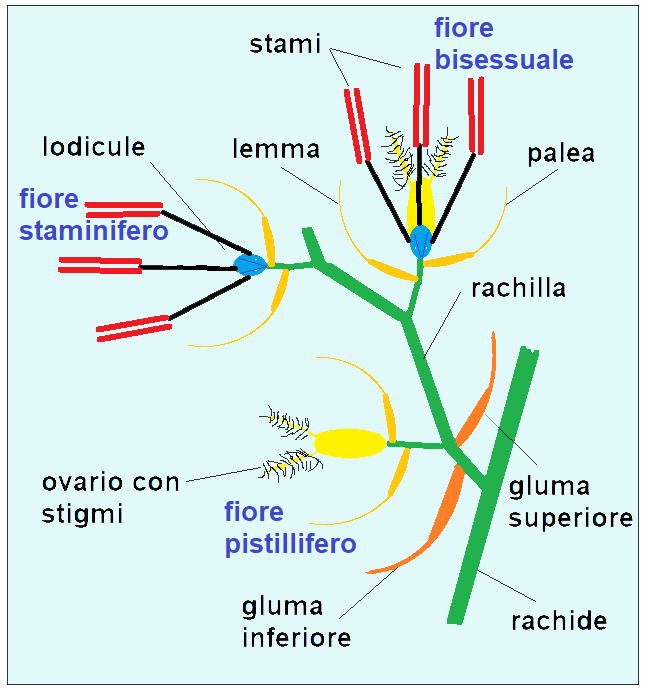
Spighetta generica con tre fiori diversi

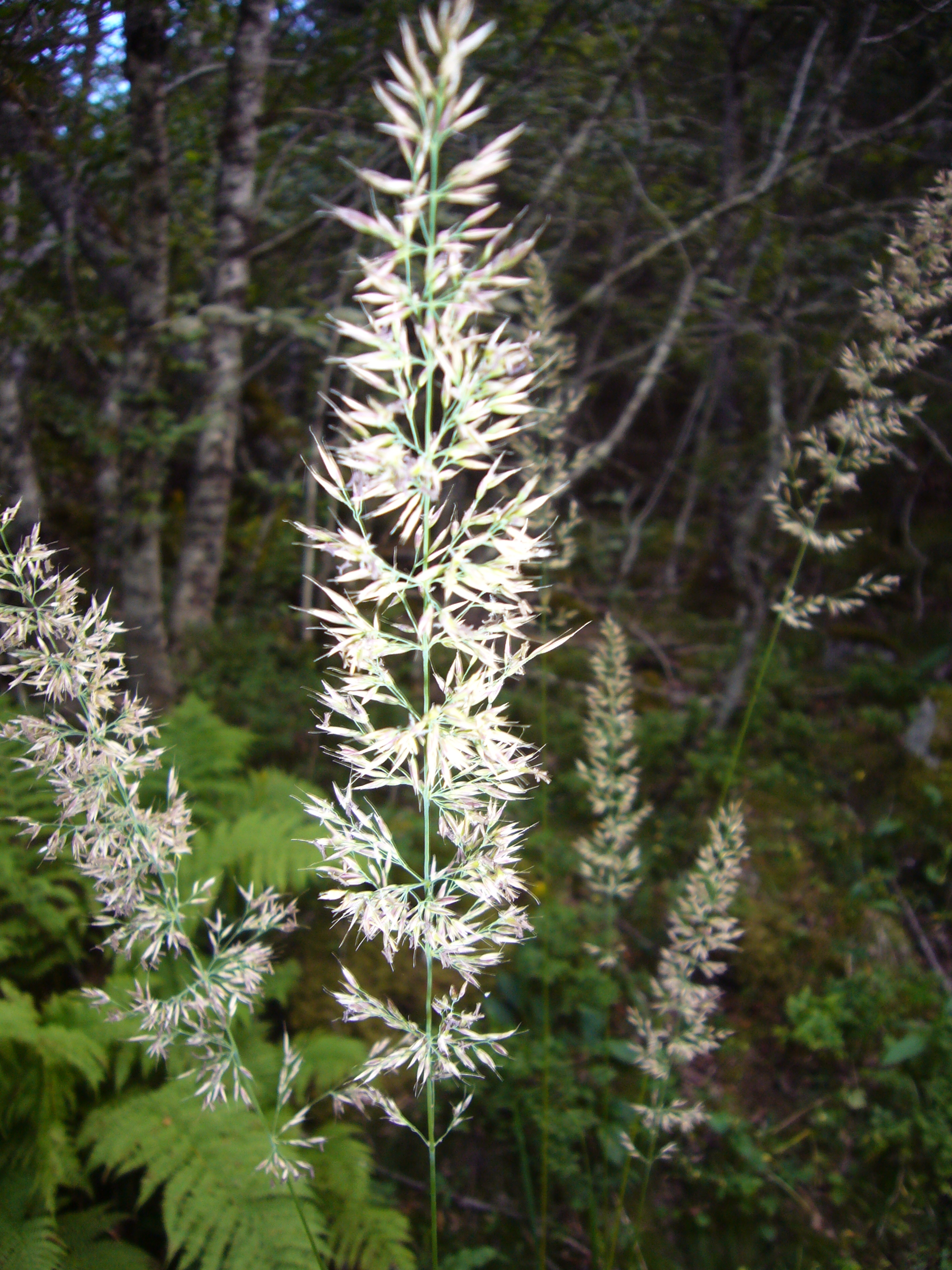
Infiorescenza
Calamagrostis arundinacea

- Infiorescenza principale (sinfiorescenza o semplicemente spiga): le infiorescenze sono formate da alcune spighette ed hanno la forma di una pannocchia aperta o contratta e densa. La fillotassi dell'inflorescenza inizialmente è a due livelli, anche se le successive ramificazioni la fa apparire a spirale.
- Infiorescenza secondaria (o spighetta): le spighette, compresse lateralmente, sottese da due brattee distiche e strettamente sovrapposte chiamate glume (inferiore e superiore), sono formate da un solo fiore (occasionalmente con 2 fiori in Calamagrostis e Lachnagrostis). Alla base di ogni fiore sono presenti due brattee: la palea e il lemma. La disarticolazione avviene con la rottura della rachilla sopra le glume persistenti (in Polypogon la disarticolazione avviene a metà strada sul pedicello). Le spighette in genere sono lunghe meno di 7 mm. L'estensione della rachilla è presente o assente. Le spighette in Gastridium hanno la forma di un vaso.
- Glume: le glume sono più lunghe dei fiori (in Deyeuxia possono essere più corte) ed hanno una sola vena e apici acuti.
- Palea: la palea è un profillo con due venature (i margini spesso sono più ampi dello spazio tra le venature); può essere cigliata. In genere è ialina. La forma è minuta e a volte è mancante.
- Lemma: il lemma si presenta ialino o sottilmente membranoso o rigido; è percorso da 3 - 5 venature longitudinali; la forma varia da oblunga a ellittica con apice troncato o dentato (da due a quattro denti o barbe) o frastagliato, diritto o genicolato; è privo di peli (o al massimo è pubescente sulla parte abassiale).

### Fiori
- I fiori fertili sono attinomorfi formati da 3 verticilli: perianzio ridotto, androceo  e gineceo.
- Formula fiorale:[7]

*, P 2, A (1-)3(-6), G (2–3) supero, cariosside.
- Il perianzio è ridotto e formato da due lodicule, delle squame traslucide, poco visibili (forse relitto di un verticillo di 3 sepali). Le lodicule sono membranose e non vascolarizzate.
- L'androceo è composto da 3 stami (a volte 2 in Deyeuxia) ognuno con un breve filamento libero, una antera sagittata e due teche. Le antere sono basifisse con deiscenza laterale. Il polline è monoporato.
- Il gineceo è composto da 3-(2) carpelli connati formanti un ovario supero. L'ovario, glabro, ha un solo loculo con un solo ovulo subapicale (o quasi basale). L'ovulo è anfitropo e semianatropo e tenuinucellato o crassinucellato. Gli stili sono due piuttosto corti gli stigmi posti lateralmente.

### Frutti
I frutti sono del tipo cariosside, ossia sono dei piccoli chicchi indeiscenti, con forme oblunghe e con un solco sul lato ventrale, nei quali il pericarpo è formato da una sottile parete che circonda il singolo seme. In particolare il pericarpo è fuso al seme ed è aderente. L'endocarpo non è indurito e l'ilo è puntiforme. L'embrione è piccolo e provvisto di epiblasto ha un solo cotiledone altamente modificato (scutello senza fessura) in posizione laterale. L'endosperma può essere duro, morbido o liquido. I margini embrionali della foglia non si sovrappongono.

## Biologia
Come gran parte delle Poaceae, le specie di questo genere si riproducono per impollinazione anemogama. Gli stigmi più o meno piumosi sono una caratteristica importante per catturare meglio il polline aereo. La dispersione dei semi avviene inizialmente a opera del vento (dispersione anemocora) e una volta giunti a terra grazie all'azione di insetti come le formiche (mirmecoria).

## Distribuzione e habitat
Questa sottotribù ha una distribuzione cosmopolita, soprattutto in regioni temperate.

## Tassonomia
La famiglia delle Poacee comprende circa 800 generi e oltre 9.000 specie. È una delle famiglie più numerose e più importanti del gruppo delle monocotiledoni. La famiglia è suddivisa in 12 sottofamiglie, la sottotribù Agrostidinae fa parte della sottofamiglia Pooideae, tribù Poeae.

### Generi
La sottotribù si compone di 10 generi e oltre 600 specie:
- Agrostis L. (190 specie)
- Agrostula P.M.Peterson, Romasch., Soreng & Sylvester (1 sp.)
- Alpagrostis P.M.Peterson, Romasch., Soreng & Sylvester (4 spp.)
- Calamagrostis Adans. (179 spp.)
- Gastridium P.Beauv. (4 spp.)
- Lachnagrostis Trin. (38 spp.)
- Limnodea L.H.Dewey (1 sp.)
- Podagrostis (Griseb.) Scribn. & Merr. (12 spp.)
- Polypogon Desf. (23 spp.)
- Triplachne Link (1 sp.)

Note
- Limnodea secondo alcuni Autori fa parte della sottotribù Poinae.[2]
- Cyathopus tradizionalmente descritto in questa sottotribù, ora è posizionato nella sottotribù Cinninae.[1]
- Hypseochloa tradizionalmente descritto in questa sottotribù, forma una sua sottotribù (Hypseochloinae).[1]

### Specie della flora italiana
Nella flora spontanea della penisola italiana sono presenti i seguenti generi di questo gruppo (il numero delle specie può essere approssimativo):
- Agrostis con 11 specie (38 in Europa).[15][16]
- Calamagrostis con 7 specie (23 in Europa).[17][18]
- Gastridium con 3 specie (2 - 3 in Europa).[19][20]
- Polypogon con 4 specie (5 in Europa).[21][22]
- Triplachne con una specie (una in Europa).[23][24]

### Filogenesi
La sottotribù Agrostidinae, più precisamente, fa parte della tribù Poeae Dumort., 1824 e quindi della supertribù Poodae L. Liu, 1980. La tribù Poeae (formata da diverse sottotribù suddivise in alcune supersottotribù) è l'ultimo nodo della sottofamiglia Pooideae ad essersi evoluto (gli altri precedenti sono la tribù Brachyelytreae, e le supertribù Nardodae, Melicodae, Stipodae e Triticodae). All'interno della tribù, la sottotribù Agrostidinae appartiene al gruppo con le sequenze dei plastidi di tipo "Poeae" (definito "Poeae chloroplast groups 1 ") e in particolare alla supersottotribù Agrostidodinae (Soreng, 2017) insieme alle sottotribù Brizinae, Calothecinae e Echinopogoninae.
All'interno della Agrostidodinae, la Agrostidinae occupa una posizione vicina al "core" della supersottotribù e insieme alla sottotribù Calothecinae formano un "gruppo fratello". Il gruppo della sottotribù Agrostidinae, caratterizzato dalle spighette con un solo fiore, è ben supportato dal punto di vista filogenetico dalle analisi sul DNA del plastidio. Altre analisi tuttavia presentano altre possibilità da indagare ulteriormente.
Il genere principale di questo gruppo, Agrostis, si lega morfologicamente con Calamagrostis; tuttavia la maggior parte delle specie di Agrostis forma un clade ragionevolmente ben supportato, distinto da Calamagrostis. Le specie del genere Ammophila si ibridano facilmente con quelle del genere Calamagrostis; gli ibridi sono morfologicamente intermedi tra i due genitori e apparentemente in gran parte sterili. Calamagrostis è polifiletico e il numero delle specie è incerto, inoltre sembra essere poliploide (tetraploide o di ordine superiore). In Calamagrostis la poliploidia e l'apomissia sono ben documentati, suggerendo che il genere potrebbe essere interamente di origine allopoliploide, non sorprende quindi che la storia evolutiva e la sua tassonomia siano complesse. Deyeuxia è interamente poliploide. Lachnagrostis è polifiletico (alcune specie sono legate a Polypogon e altre ad Agrostis).
Le seguenti sono sinapomorfie relative a tutta la sottofamiglie (Pooideae):
- la fillotassi dell'inflorescenza inizialmente è a due livelli;
- le spighette sono compresse lateralmente;
- i margini embrionali della foglia non si sovrappongono;
- l'embrione è privo della fessura scutellare.

Le sinapomorfie relative alla tribù sono:
- l'ilo è puntiforme;
- nell'endosperma sono presenti dei lipidi.

Le seguenti sinapomorfie sono invece specifiche per la sottotribù di questa voce:
- Agrostidinae: un fiore per spighetta (sinapomorfia generale per tutto il gruppo);
- Agrostis: la palea è minuta o mancante;
- Bromidium: l'apice del lemma ha quattro denti o barbe, più una barba centrale sul lato abassiale;
- Calamagrostis: i lemmi sono più rigidi delle glume;
- Gastridium: le glume si gonfiano attorno al frutto e si restringono all'apice e si allargano distalmente; i lemmi, nella stessa infiorescenza, possono essere barbati oppure no.
- Limnodea: gli internodi sono solidi; la disarticolazione avviene sotto le glume.

Il numero cromosomico delle specie di questo gruppo è il seguente: 2n = 14, 28, 35, 42, 56 e 70.
Il cladogramma tratto dallo studio citato e semplificato mostra una possibile configurazione filogenetica della sottotribù.
|  | \| \| Agrostis \| \| \| \| \| \| Gastridium \| \| \| \| \| \| Podagrostis \| \| \| \| |
|  |                                                                                       |
|  | Deyeuxia                                                                              |
|  |                                                                                       |
|  | Agrostis                                                                              |
|  |                                                                                       |
|  | Gastridium                                                                            |
|  |                                                                                       |
|  | Podagrostis                                                                           |
|  |                                                                                       |

|  | Agrostis    |
|  |             |
|  | Gastridium  |
|  |             |
|  | Podagrostis |
|  |             |

|  | \| \| Agrostis \| \| \| \| \| \| Gastridium \| \| \| \| \| \| Podagrostis \| \| \| \| |
|  |                                                                                       |
|  | Deyeuxia                                                                              |
|  |                                                                                       |
|  | Agrostis                                                                              |
|  |                                                                                       |
|  | Gastridium                                                                            |
|  |                                                                                       |
|  | Podagrostis                                                                           |
|  |                                                                                       |

|  | Agrostis    |
|  |             |
|  | Gastridium  |
|  |             |
|  | Podagrostis |
|  |             |